# Протесты против военного присутствия Франции в Буркина-Фасо (2022)
Протесты в Буркина-Фасо — начались в 2022 году из-за того что по мнению протестующих Франция не поспособствовала установлению мира в стране. Параллельно с протестами в Буркина-Фасо прошли 2 государственных переворота.

## Хронология

### 28 марта
Сотни демонстрантов призвали в воскресенье в Уагадугу новые власти Буркина-Фасо пересмотреть военное сотрудничество с некоторыми странами, в частности с Францией, и обратиться к другим партнерам, в данном случае к России, в борьбе с терроризмом.
Эта демонстрация, запланированная на площади Нации в столице, не получила разрешения властей, что вынудило ее инициаторов провести публичную конференцию в помещении Совета грузоотправителей Буркина-Фасо.
По призыву коалиции «Фасо лагам тааба заака» демонстранты призвали новые власти страны отказаться от соглашений с Францией и обратиться к России.

### 31 июля
Собравшись перед мемориалом, воздвигнутым в память о Томасе Санкаре, бывшем президенте, убитом в 1987 году, буркинавцы призвали к уходу Франции, бывшей колониальной державы. Эти протестующие держали в руках плакаты, на которых можно было прочитать: «Франция, крестный отец терроризма, вон», «Все вместе за освобождение Буркина-Фасо», «Императорская Франция, тиран, пиявка, вон», где снова «нет соглашения о сотрудничестве с Францией.
«  Мы осуждаем соглашения об экономическом партнерстве, размещение отрядов и военных баз на африканском континенте и требуем вывода военной базы Камбуасин (к северо-западу от Уагадугу), прекращения действия соглашения о помощи, соглашений о техническом и сотрудничестве с Францией », — сказала Моник Йели Кам, президент новой коалиции организаций, собравшихся в рамках M30 Naaba Wobgo.

### 30 сентября
30 сентября в Буркина-Фасо произошёл второй за год военный переворот.

### 1 октября
В субботу разгневанные протестующие напали на посольство Франции в столице Буркина-Фасо после того, как сторонники нового лидера переворота в западноафриканской стране обвинили Францию в укрывательстве свергнутого временного президента. Французские власти категорически отвергли это обвинение.
Группа солдат, появившаяся по государственному телевидению поздно вечером в пятницу, объявила, что подполковник Поль Анри Сандаого Дамиба был свергнут менее чем через девять месяцев после того, как он сам организовал переворот в Буркина-Фасо.

### 2 октября
Силы безопасности применили слезоточивый газ против десятков забрасывающих камни демонстрантов возле посольства Франции в столице Буркина-Фасо. Новое военное руководство Буркина-Фасо заявило, что ситуация в стране находится под контролем, и призвало людей воздерживаться от актов вандализма в отношении посольства Франции..

### 18 ноября
18 ноября демонстранты попытались взять штурмом посольство Франции, полиция применила слезоточивый газ — сообщает Anadolu Agency.
По данным местной газеты Le Faso, протестующие, требовавшие высылки французского посла, утром собрались на стадионе, а потом направились к посольству Франции.
«Полиция применила слезоточивый газ после того, как переговоры с протестующими с просьбой мирно покинуть место происшествия провалились. Протестующие ответили, забросав посольство камнями», — говорится в сообщении.
Сообщается, что позже протестующие направились в сторону Камбуансе, где расположена военная база Франции.
На видеозаписи, представленной в социальных сетях, видно, как протестующие, некоторые из них на мотоциклах, дуют в свистки и вувузелы, выкрикивая лозунги, такие как «Долой Францию».
Протестующие требуют от своих военных разорвать все соглашения с Францией и наладить более плотную связь с Россией.

### 21 ноября
Посольство Франции в Буркина-Фасо обратилось к правительству Буркина-Фасо с просьбой о дополнительной защите после насильственных протестов против собственности на прошлой неделе, говорится в письме правительству и дипломатическом источнике.
В письме в министерство иностранных дел Буркина-Фасо, с которым ознакомилось агентство Рейтер, посольство Франции сообщило, что военная полиция Буркина-Фасо ничего не сделала 18 ноября, когда сотни протестующих жестоко напали на посольство, бросая камни и другие снаряды в его стены.

## Реакция
Министр вооружённых сил Франции Себастьян Лекорню не исключил ухода французского спецназа, базирующегося в Буркина-Фасо.